# Bellevue (Grenada)
Bellevue ist eine Siedlung bei Saint David’s im Südosten des Inselstaates Grenada in der Karibik.

## Geographie
Die Siedlung liegt im Parish Saint David, nur wenig östlich des Hauptortes Saint David an der Grenze zum Nachbar-Parish Saint Andrew.
Vom Ort führen kleine Straßen nach Fairfield im Landesinneren, sowie nach Crochu mit den Siedlungen Marlmount, Upper La Tante und Lower La Tante im Parish St. Andrew.